# Авија 51
Авија 51  (Avia 51) је чехословачки путнички авион настао између два рата. Произвела га је фирма Авиа а први пут је полетео 1933. године.

## Пројектовање и развој
У време када је пројектован авион Авија 51, фирма Авиа је имала два главна инжењера један је био Франтишек Новотни који је покривао област војних авиона а други је био Робет Небесер који је руководио одељењем за пројектовање цивилних авиона.
Авија 51 је био висококрилни (парасол), тромоторац, путнички авион са 6 путника и 2 члана посаде. Авион је пројектовао инжењер Robert J. Nebesаr. Авион је први пут полетео 8. октобра 1933.

## Технички опис
Труп авиона Авија 51 је био овалног попрачног пресека, потпуно металне конструкције углавном од дуралуминијума. Конструкција трупа је је била монокок. Кокпит пилота је био смештени у затвореној кабини, која се налазила у кљуну трупа авиона, до кога се стизало пролазима кроз путничку кабину. Путничка и пилотска кабина су одвојене вратима између њих. У пилотској кабини се налазе два седишта једно поред другог за пилота и копилота. Копилот је уједно и радиооператер. Обе кабине су опремљене системом за грејање и вентилацију.
Улаз у авион са степеништем се налазио на левој бочној страни трупа авиона. Седишта су била у распореду 1+1 у реду са пролазом између седишта, авион је имао укупно 3 реда. Сваки ред је имао два велика прозора са леве и десне стране. На крају путничке кабине (у репу) налазио се тоалет и пртљажник. Кабина је била опремљена сталажом за одлагање ручног пртљага.
Погонска група овог авиона чине три мотора Авиа Р-12. Централни мотор је постављен у носу аеродинамичног трупа а крилни мотори су постављени у предњу ивицу крила. То су седмоцилиндрични радијални хлађени ваздухом, номиналне снаге од 200 КС сваки. Мотори се монтирају на заварене челичне цевне конструкције, са којих се у случају потребе могу лако скинути. Гумене чауре које служе за везу мотора и носача имају за циљ да апсорбују вибрације. Покретање мотора се врши компримованим ваздухом. Централни мотор покреће компресор који служи за ту сврху. На вратила мотора су постављене двокраке металне елисе подесивог корака. Сва три мотора су обложена комплетним НАЦА поклопцима.
Крило је било конзолно направљено из једног дела. Конструкција је класична направљена комплетно од високолегираних челика. Облик је трапезаст релативно велике дебљине. У простору крила између трупа и мотора била су смештена два резервоара за гориво направљена од месинганог лима.
Репне површине су биле класичне, вертикални стабилизатор са кормилом правца и два хоризонтална стабилизатора са кормилима висине. Фиксни делови репних површина су направљени од дуралуминијума обложени алуминијумским лимом а покретни, конструкција од дуралуминијума а облога од платна.
Стајни трап је био класичан фиксан са гуменим точковима. Састојао се од троугласте виљушке причвршћене за труп авиона и вертикални носач у коме је био уграђен уљани амортизер а ослањао се на конструкцију гондоле крилних мотора. Размак између точкова је био доста велики а и концентрација маса се налазила унутар размака па је стабилност при слетању и полетању овог авиона била задовољавајућа. Точкови су били опремљени кочницама и аеродинамичким облогама а на крају репа авиона налазила се самоуправљиви гумени точак.

## Верзије
Направљена су три истоветна авиона. Није било разних верзија.

## Оперативно коришћење
Авион је направљен за потребе Чехословачког авио превозника ЧЛС (ČLS). Прво је распоређен на линији ЧЛС Беч – Праг – Берлин, али је био малог капацитета, био је неекономичан. Након тога, све три произведене машине продате су 1937. Шпанији, где је трајао грађански рат, преко естонског дилера. Служили су као транспортери, прво за војну пошту, касније за транспорт војника, материјала и рањеника. Један авион је уништен у нападу Кондор Легије (ТА-003). После пораза републиканаца, преостала два авиона су заробили националисти, од којих је један био у стању пловидбе. Ништа се више не зна о њиховом ангажовању у шпанском ваздухопловству. Последњи пут су забележени у ваздухопловној евиденцији 1941.

## Земље које су користиле авион
- Чехословачка
- Шпанија
- Естонија